# Lepenková krabice (povídka)
Lepenková krabice je jedna z 56 krátkých detektivních povídek o Sherlocku Holmesovi, kterou napsal Sir Arthur Conan Doyle. Poprvé byla vydána v lednu roku 1893 v časopisu The Strand Magazine pod názvem The Adventure of the Cardboard Box.
V knižních vydáních ji lze nalézt jak ve sbírce Vzpomínky na Sherlocka Holmese (The Memoirs of Sherlock Holmes) tak v Poslední pokloně Sherlocka Holmese (His Last Bow). První britské vydání Vzpomínek na Sherlocka Holmese povídku na žádost Doyla neobsahovalo, americké ano, ale od roku 1894 nebyla otiskována ani tam. Opět se objevila až v roce 1917. V britských vydáních je řazena spíše do Vzpomínek, v amerických do Poslední poklony. Doylovým důvodem k pozastavení publikace byl zřejmě její lehce sexuální obsah.
Úvodní pasáž, kde Holmes „čte myšlenky“ se do značné míry shoduje se začátkem povídky Domácí pacient, kam byla tato část přesunuta po pozastavení publikace Lepenkové krabice.

## Děj
Holmes předvede Watsonovi, že je z výrazů obličeje schopný odhadnout tok jeho myšlenek.
V dopise je Holmes přizván detektivem Lestradem k vyšetřování zásilky doručené slečně Susan Cushingové z Croydonu. Balíček obsahoval lepenkovou krabici s 2 odříznutýma lidskýma ušima naloženýma v soli. Holmes zamítá teorii policie o žertovném kousku mediků. Po vyzpovídání slečny Cushingové zjistí, že má 2 sestry – Sarah a Mary.
Mary se provdala za impulzivního námořníka Jima Brownera a Sarah s nimi jeden čas pobývala. Poté, co Browner odolal pokusu Sarah ho svést, začala poštvávat Mary proti němu a celé to vyvrcholilo, když si Mary našla milence. V náporu vzteku Browner oba milence zabil a jejich odříznuté uši poslal Sarah, u níž se domníval, že stále bydlí u své sestry Susan.
Browner je po příjezdu své lodi 1. máj do Londýna zatčen. Holmes prosí Lestrada, aby v souvislosti s tímto případem nikde nezmiňoval jeho jméno, jelikož byl prý moc jednoduchý a on chce být spojován jen se složitými kauzami.

## Adaptace
Děj byl zpracován v poslední epizodě televizního seriálu Sherlock Holmes (1984–1994). Hlavní roli ztvárnil Jeremy Brett.
Pro rozhlas adaptovala povídku mimo jiné BBC v letech 1960 a 1994.